# نائو ماتسوشیتا
نائو ماتسوشیتا (انگلیسی: Nao Matsushita؛ زادهٔ ۸ فوریهٔ ۱۹۸۵) بازیگر و خواننده اهل کشور ژاپن است. از فیلم هایی که وی در آنها بازی کرده است میتوان به مجموعه تلویزیونی خواهر عزیز اشاره کرد.